# Vladimir Farkas
Vladimir Farkas (ur. 12 sierpnia 1925 w Koszycach jako Vladimir Lőwy, zm. we wrześniu 2002 w Budapeszcie) – węgierski działacz komunistyczny żydowskiego pochodzenia, pułkownik i jeden z szefów policji politycznej na Węgrzech (AVO/AVH).
Syn działacza komunistycznego Mihály’a i jego żony Reginy Lőwy (mieszkającej wówczas w Czechosłowacji), po której przejął nazwisko. Imię otrzymał na cześć Lenina. Był wychowywany przez babkę po aresztowaniu jego ojca za działalność komunistyczną. Uczęszczał do słowackiej szkoły do marca 1939, gdy Niemcy dokonali rozbioru Czechosłowacji, a rodzina Mihály Farkasa przeniosła się do ZSRR. Vladimir Lőwy opanował wówczas język rosyjski i przeszedł szkolenie radiotechniczne. W 1945 wrócił z rodziną na Węgry, wraz z ojcem zmienił nazwisko na Farkas, wstąpił do KPW i podjął pracę w partyjnej rozgłośni radiowej, jednak wkrótce przeniósł się do policji politycznej AVO (później AVH), gdzie dosłużył się stopnia pułkownika. Od 1950 naczelnik Wydziału Wywiadu AVO/AVH. Wyróżniał się okrucieństwem i gorliwością w zwalczaniu „reakcji”, „kontrrewolucjonistów”, „faszystów” i „nacjonalistów”. Stał się jednym z czołowych funkcjonariuszy AVH i bliskim współpracownikiem szefa bezpieki, Gábora Pétera. Jego pozycja osłabła po aresztowaniu Pétera w styczniu 1953. W lutym 1955 na własną prośbę został zwolniony i skierowany na studia do Instytutu Lenina w Moskwie. Wiosną 1956 uchwała partyjna uznała go za winnego niedozwolonych czynów popełnianych przez AVH, w sierpniu 1956 został wydalony z WPP. 5 X 1956 aresztowany i 13 IV 1957 skazany na 12 lat więzienia pod 11 zarzutami, w tym bezprawne aresztowania pod fałszywymi zarzutami i powodowanie śmiertelnych obrażeń ciała u przesłuchiwanych. Wyszedł na wolność 1 IV 1960, później pracował w biurze Przedsiębiorstwa Handlu Krajowego.